# Euthyone alba
Euthyone alba är en fjärilsart som beskrevs av Druce 1885. Euthyone alba ingår i släktet Euthyone och familjen björnspinnare. Inga underarter finns listade i Catalogue of Life.